# Hannibal Lecter
Hannibal Lecter este un personaj al romanelor Dragonul roșu, Hannibal și Tăcerea mieilor ale scriitorului american Thomas Harris. Hanibal este un sociopat, criminal în serie și canibal.